# Rußhütte (Auerbach in der Oberpfalz)
Rußhütte ist ein Gemeindeteil der Stadt Auerbach in der Oberpfalz im bayerischen Landkreis Amberg-Sulzbach.
Die Einöde liegt etwa drei Kilometer westlich der Stadt.

## Geschichte
Die Gegend um Rußhütte gehörte zum Kloster Michelfeld. Der damalige Auerbacher Landrichter Simon Andreas von Grafenstein genehmigte 1795 die Errichtung einer Kienrußfabrik in diesem zum Kloster gehörenden Waldstück. Die Fabrik erhielt den Namen „Rosenmühle“, obwohl es dort weder eine Mühle noch Rosen gab. Die nahe gelegene Flurbezeichnung Rosenreut und der bereits bestehende Rosenhof waren Grund für diese Namensgebung. Der Name Rosenmühle kam bald ab und das Anwesen hieß Rußhütte. Die Betreiber wurden „Rußbrenner“ oder „Rußerer“ genannt. Erster Betreiber der Kienrußfabrik Rosenmühle war Georg Lord aus Michelfeld. Dieser Kienrußbrenner erzeugte in einem Kienbrennofen Ruß, der vermischt mit Schweineschmalz zur Erzeugung von Schuhwichse, Druckerschwärze und Pigmentpaste verwendet wurde. Die erhoffte Weltbedeutung konnte die Firma nie erreichen. Zeitweilig wurde an der Rußhütte auch ein Holzkohlenmeiler betrieben.

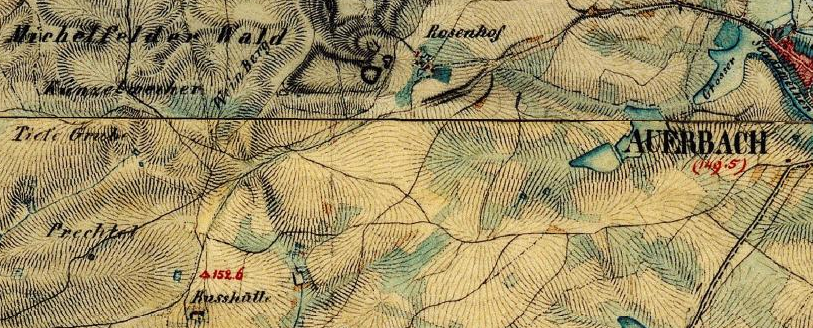
Rußhütte auf dem Urkataster von Bayern

Nach der Säkularisation erwarb Georg Lord 1803 das Kienrußwerk zusammen mit 14 Tagewerk Grund. Die Rußherstellung führte er mit wenig Erfolg weiter. 1809 verkaufte er alles an seinen Sohn Johann, der das Anwesen bis 1844 betrieb, allerdings hauptsächlich als Land- und Forstwirtschaft. Sein Nachfolger wurde Anton Lord, der nur noch Landwirt war. Mit seiner Ehefrau Caritas gründete er auch die noch heute bestehende Waldgaststätte Rußhütte. Über die Tochter Katharina Lord kam das Anwesen 1888 an den Landwirtssohn Johann Haberberger. Bis 1925 bearbeitete die Witwe Maria Haberberger mit ihren Kindern das Anwesen und führte auch die Gastwirtschaft weiter. Der Sohn Johann übernahm als Nächster die Rußhütte. Bei einem großen Brand brannten 1929 Haus, Stall und Stadel ab. Johann Haberberger und seine Frau Barbara bauten alles wieder auf. 1935 verunglückte er mit 38 Jahren tödlich, als ihn beim Baumfällen ein gefrorener Ast erschlug. Die Witwe Barbara heiratete einen Hans Kugler aus Nitzlbuch und übergab 1954 das Anwesen an Sohn Richard. Dieser verehelichte sich 1957 mit Maria Hell aus Ampfing. Ein Jahr nach dem Tod von Richard († 1990) übergab Maria an den Sohn Michael Haberberger, der zusammen mit seiner Ehefrau Caroline aus Weidlwang heute „der Rußbrenner“ ist.
Die Reste der einstigen Kienrußfabrik wurden 1955 im Zug von Umbaumaßnahmen abgerissen.
1964 wurde die Rußhütte ans Stromnetz angeschlossen, der Anschluss an die öffentliche Wasserleitung erfolgte 1967.
Bis zur Gemeindegebietsreform ein Gemeindeteil der ehemaligen Gemeinde Ranna wurde Lehnershof am 1. Januar 1972 nach Auerbach eingemeindet.